# یواس‌سی‌جی‌سی سکویا (دبلیوال‌بی-۲۱۵)
یواس‌سی‌جی‌سی سکویا (دبلیوال‌بی-۲۱۵) (به انگلیسی: USCGC Sequoia (WLB-215)) یک کشتی است که طول آن ۲۲۵ فوت (۶۹ متر) می‌باشد. این کشتی در سال ۲۰۰۳ ساخته شد.